# Vittorio Pedroni
Vittorio Pedroni (Milano, 14 marzo 1886 – Milano, 4 giugno 1968) è stato un avvocato, arbitro di calcio e calciatore italiano, di ruolo attaccante.
Era il fratello minore di Guido Pedroni, anch'egli calciatore, e perciò fu noto come Pedroni II.
Morì nel capoluogo lombardo il 4 giugno 1968. Riposa al Cimitero Monumentale, nell'edicola familiare.

## Carriera
Esordì nel Milan in gare ufficiali e in campionato il 17 gennaio 1909 (U.S. Milanese - Milan: 3-1). Figurò nella rosa ufficiale del Milan, dalla quale era appena uscito il fratello, per 4 stagioni, dal 1907 al 1909-1910. L'ultima partita giocata con il Milan, il 27 febbraio 1910, fu contro l'Internazionale nel corso del campionato.
Era nella rosa della squadra che vinse il terzo scudetto rossonero, nel 1907, con allenatore Daniele Angeloni.
Ritiratosi nel 1910, il Cavaliere del lavoro Vittorio Pedroni si impegnò come arbitro, oltre a seguire la professione principale di avvocato civilista e penalista. Nel 1907 aveva fondato la prima società di calcio di Pavia, l'Associazione Goliardica del Calcio.
Fu fra i fondatori dell'A.I.A.

## Palmarès
- Campionato italiano: 1

Milan: 1907